# Takuya Aoki
Takuya Aoki (Gunma, 16 september 1989) is een Japans voetballer.

## Carrière
Takuya Aoki tekende in 2008 bij Omiya Ardija.